# Liste der Monuments historiques in Noisy-le-Sec
Die Liste der Monuments historiques in Noisy-le-Sec führt die Monuments historiques in der französischen Gemeinde Noisy-le-Sec auf.

## Liste der Bauwerke
| Bezeichnung                  | Beschreibung | Standort | Kennzeichnung | Schutzstatus | Datum | Bild           |
| ---------------------------- | ------------ | --- | ------------- | ------------ | ----- | -------------- |
| Cité expérimentale de Merlan |              | Rue Auguste-Gouillard Allée du Canada Allée des Cottages Rue de Carrouges Avenue du Général-Leclerc Allée de la Libération Rue de la Prévoyance Avenue de Rosny Allée du Tchad (Lage) | PA93000014    | Inscrit      | 2000  | weitere Bilder |

## Liste der Objekte
- Monuments historiques (Objekte) in Noisy-le-Sec in der Base Palissy des französischen Kultusministeriums